# Microregiunea Hódmezővásárhely
Microregiunea Hódmezővásárhely (în maghiară Hódmezővásárhelyi kistérség) a fost o microregiune statistică (kistérség) din județul Csongrád, Ungaria.
Cu o populație de 56.902 locuitori și o suprafață de 707,77 km2, aceasta a existat până în 2014, când în Ungaria, microregiunile ”kistérségek” au fost înlocuite de districte (járások).